# Jonathan Greenard
Jonathan Greenard (25 maggio 1997) è un giocatore di football americano statunitense che milita nel ruolo di outside linebacker per i Minnesota Vikings della National Football League (NFL).

## Carriera

### Houston Texans
Greenard al college giocò a football a Florida dal 2016 al 2019. Fu scelto nel corso del terzo giro (90º assoluto) del Draft NFL 2020 dagli Houston Texans. Debuttò il 4 ottobre 2020 contro i Minnesota Vikings. Nella settimana 11 contro i New England Patriots mise a segno il suo primo sack in carriera su Cam Newton nella vittoria per 27–20. La sua stagione da rookie si chiuse con 19 tackle in 13 presenze, di cui una come titolare.
Nell'ottavo turno della stagione 2023 Greenard mise a segno 2,5 sack su Bryce Young dei Carolina Panthers. A fine stagione si classificò decimo nella NFL con 12,5 sack.

### Minnesota Vikings
L'11 marzo 2024 Greenard firmò con i Minnesota Vikings. Nel terzo turno contro i suoi ex Texans mise a segno tre sack nella vittoria per 34-7, venendo premiato come miglior difensore della NFC della settimana. Alla fine di novembre vinse il premio di miglior difensore della NFC del mese in cui mise a referto 16 placcaggi, di cui 8 con perdita di yard, e 4 sack in quattro partite. A fine stagione fu convocato per il suo primo Pro Bowl dopo essesi classificato quarto nella NFL con 18 placcaggi con perdita di yard, quarto con 4 fumble forzati e quinto con 12 sack.

## Palmarès
- Convocazioni al Pro Bowl: 1

2024
- Difensore della NFC del mese: 1

novembre 2024
- Difensore della NFC della settimana: 1

3ª del 2024